# 豫章书院和潮州会馆
豫章书院和潮州会馆，位于中国广东省广州市越秀区沿江路市第九中学内，为广州市的一个市、县级文物保护单位，类型为古建筑，公布时间为2002年7月。
豫章书院和潮州会馆的历史年代为清代。